# Управление персоналом
Управление персоналом (англ. human resources management, HRM, HR-менеджмент) — специализированная функция в организациях, нацеленная на управление наёмным трудом, которой, как правило, наделено особое подразделение («отдел кадров», «служба управления персоналом», «департамент HR»). Иногда эта функция обозначается как управление человеческими ресурсами (англ. Human Resources Management, возникло в 1970-е годы в США) чтобы подчеркнуть её как одно из стратегических направлений в рамках ресурсного подхода к организации.

## История
В период традиционного подхода к управлению персоналом (от III тысячелетия до н. э. до 1800-х годов) основной задачей являлась координация трудовой деятельности, элементы систематического управления трудом отмечаются уже в древнейших рабовладельческих обществах (Древний Египет, античная Греция, Древний Китай, Римская империя), в системах трудовой повинности (мита и других), в древнейших системах наёмного труда (коллегии в поздней Римской империи), в системах средневековых ремесленных гильдий. Эти системы отношений называют традиционным управлением персоналом, в котором отсутствует осознанная концепция управления людьми как отдельного вида деятельности со своей научной основой. Можно определить традиционное управление персоналом как донаучное.
Первые научные основы управления персоналом появились в 1800-х годах в работах Чарльза Бэббиджа и Роберта Оуэна, и далее развивались такими учеными, исследователями и практиками как Уинслоу Тейлор, Джон Коммонс, Гуго Мюнстерберг, Элтон Мейо, Уолтер Дилл Скотт. Постепенно с развитием научной основы происходило оформление управления персоналом в профессию, и уже в конце 1910 годы на некоторых предприятиях США появились первые отделы по управлению персоналом. Они получили более широкое распространение сразу после Первой мировой войны в США и затем в Европе. В дальнейшем произошло появление и развитие систем индустриальных отношений (англ.industrial relationships), управления персоналом и до появления современных концепций управления человеческими ресурсами (с 1970—1980-х г.г.). 

## Стратегическое управление персоналом
Суть стратегического подхода к управлению персоналом заключается в том, что организация относятся к персоналу и управлению им, как к критически важному фактору достижения своих целей. То есть стратегия организации в широком смысле — это её цели, а персонал организации и то, как устроена работа с ним рассматривается как один из факторов для достижения этих целей. Так на многих промышленных предприятиях конца 19 века в Европе и США собственники этих предприятий использовали труд неквалифицированных рабочих, которые рассматривались как «придаток» к конвейеру или к станку, все это происходило в ситуации, когда предложение труда значительно превышало спрос на него. Поэтому используемые подходы к управления персоналом (как к легко и быстро заменяемому дешёвому ресурсу) в конце 19 века абсолютно отвечали стратегии этих промышленных предприятий, в которых ставка делалась на капитал (оборудование, технологию). Поэтому в самом широком аспекте управление персоналом можно назвать стратегическим, если оно помогает достижению стратегии организации.
Существует ряд других концепций, которые используются для описания стратегического управления персоналом. Например, управление персоналом является стратегическим, когда оно соответствует целям организации по вертикали и по горизонтали. Соответствие по вертикали — это значит, что система УП позволяет реализовать стратегию организации, соответствие по горизонтали означает, что отдельные элементы системы УП соответствуют друг другу, не противоречат, а обеспечивают синергию. Следующий этап анализа рассматривает стратегическое УП через призму идей человеческого капитала и систем высокого вовлечения — высокой эффективности т. н. High performance work systems (HPWS). Эти идеи основываются на предположении, что с помощью систем эффективного вовлечения персонала (HPWS) организация строит отношения с персоналом из позиции «игры с ненулевой суммой», и в итоге получает долгосрочное конкурентное преимущество из-за высокой вовлеченности, участия персонала.

## Современные практики управления персоналом
Современная организация существует на финансовом рынке, рынке продуктов или услуг и рынке труда.
Работая на этих рынках любая организация использует и профессиональные практики, и науку принятия решений на этих рынках. Так работая на финансовом рынке организация использует профессиональную практику — бухгалтерский учёт, и специализированную науку принятия решений на финансовом рынке — финансовый анализ, управление финансами. Принципы бухгалтерского учёта отличаются в разных странах (из-за законодательства), и от этого будут различия в профессиональных практиках, но в рамках одной и той же компании данные, которые получены в результате ведения бух.учёта из разных стран будут сводиться в единые показатели и использоваться уже в финансах для принятия решений о структуре долга, уровне доходности и т. д. В свою очередь на клиентском рынке (рынке товаров и услуг), организация использует профессиональные практики — продажи, и при этом руководствуется наукой принятий решений — маркетингом, с помощью которого определяет сегментирование клиентов, рыночную позицию, линейку продуктов или услуг и т. д. В свою очередь в управлении персоналом используются профессиональные практики:
- Администрирование персонала, кадровый документооборот и учётные системы (англ. HR administration, HR data management);
- Рекрутмент (поиск и подбор) (англ. staffing, recruitment, talent acquisition);
- Обучение и развитие (англ. learning and development, training and development);
- Вознаграждение (англ. compensation management, total rewards).

Эти практики основываются на различных профессиональных принципах, стандартах, законодательстве и зависят от развития соответствующей инфраструктуры рынка труда. Поэтому они могут существенно отличаться в разных странах или даже регионах одной страны. Например, ведение трудовых книжек в РФ и отсутствие такой практики в США; подбор персонала по объявлениям на телевидении или в общественном транспорте в странах с низким проникновением интернета, наличие или отсутствие рекрутинговых агентств и т. д. Профессиональные практики управления персоналом достаточно хорошо развиты, и исследования показывают, что при умелом применении они позволяют компаниям получать конкурентное преимущество.
С начала 2000-х годов работа с персоналом в крупных международных компаниях строится в виде системы взаимосвзяанных бизнес-процессов, которые охватывают ту или иную HR-практику (рекрутмент, вознаграждение и т. д.) и отражают последовательность и характер взаимодействия ролей.
Международные компании стремятся к стандартизации и упрощению кадровых бизнес-процессов (например, единый глобальный порядок согласования вакансии и процесс рекрутмента), что позволяет им организовывать работу в персоналом через систему глобальных HR сервисных центров (англ. HR Shared Service Center). Как правило, базовая архитектура кадровых бизнес-процессов заложена в используемой информационной платформе, которая лишь незначительно адаптируется под особенности конкретной организации-клиента. Совокупность HR бизнес-процессов и то, каким образом компания управляет реализацией этих процессов называется операционным HR (HR Operations, People Operations).
Наука принятия решений в сфере персонала — это пока ещё формирующаяся, не устоявшаяся область знаний (по сравнению с наукой принятия решений в финансах или маркетинге). Цель управления персоналом, как науки принятия решений, заключается в том, чтобы обеспечивать успех организации через улучшение качества принимаемых решений, которые касаются персонала — это следующая ступень развития науки управления персоналом, которую Джон Будро предлагает обозначить термином «Talentship».
Управление персоналом как осознанная специализированная деятельность не подразумевает необходимости наличия формального специалиста, группы или отдела по управлению персоналом, а может осуществляться как комбинация дополнительных ролей руководителей из других производственных или обслуживающих функций предприятия и аутсорсинга. Так около 30 % всех занятых в США работают в организациях не имеющих отдельного специалиста, формального отдела по управлению персоналом. Это касается не только мелких и средних организаций, некоторые крупные в том числе международные компании работают без формального отдела HR. Компания Sandvik экспериментировала с аутсорсингом большей части своей HR функции в начале 2000-х.

### Администрирование персонала
Администрирование персонала охватывает такие практики как «кадровое делопроизводство» и «учёт персонала». Администрирование персонала зависит от законодательства страны, в которой работает организация или её филиал, регулируется и, как правило, контролируется соответствующими органами исполнительной власти (например, Государственная инспекция труда в России). Должности специалистов HR, которые занимаются этим направлением, называются «HR-администратор», «инспектор отдела кадров», «специалист по кадровому документообороту», «администратор по работе с персоналом».
Для организации критично важным является учёт персонала — наличие аккуратных и достоверных данных о персонале в информационных системах компании, это то, что необходимо руководителям компании для принятия решений. Тогда как выполнение требований законодательства касательно локального документооборота и делопроизводства рассматриваются компаниями как «стоимость ведения бизнеса» на этой территории. Например, ведение воинского учёта (военно-учётный стол) является законодательным требованием на территории РФ, но с точки зрения коммерческой организации не имеет никакого смысла, поэтому организация оценивает риск несоответствия конкретному законодательству и взвешивает цену риска (потенциальный штраф и его вероятность) и цену соответствия (затраты услуги администратора воинского учёта — в штате или вовне), и принимает решение о ведении, игнорировании или аутсорсинге этой задачи.
Так современные компании из сферы ИТ, стартапы на этапе быстрого роста, как правило, не открывают представительства или филиалы сразу во многих странах, где планируют нанимать небольшое количество сотрудников, работающих удаленно. Для соответствия легальным и налоговым требованиям этих стран, данные компании пользуются услугами специализированных агентств по администрированию персонала, которые выступают в роли «прокси» с точки зрения локальных трудовых отношений — они нанимают персонал в свой штат, и обеспечивают таким образом соответствие требованиям трудового и прочего законодательства конкретной страны, а сам сотрудник работает на стартап

### Рекрутмент
Рекрутмент (англ. recruitment, talent acquisition) включает такие активности как привлечение, поиск, скрининг, отбор, онбординг персонала. Причиной возникновения вакансий в организации являются её развитие (рост, изменения, реорганизации) и движение персонала (внутренние перемещения и текучесть). Целью рекрутмента является своевременное обеспечение организации необходимым количеством и качеством персонала. С точки зрения организации в рекрутменте ключевыми являются три параметра:
1. Время закрытия вакансии — чем дольше позиция остается открытой, вакантной, тем дольше простой, снижение эффективности других сотрудников из-за временного перераспределения обязанностей, дополнительной нагрузки. В крупных глобальных компаниях время закрытия вакансий измеряют применительно к уровню, типу вакансий — руководители, специалисты, производственный или линейный персонал. В среднем по миру время закрытия вакансий руководителей занимает от 60 до 180 дней, специалистов — до 40-50 дней, рабочих — до 30 дней[12].
2. Качество рекрутмента, которое определяют как соответствие кандидата требованиям должности и культуре компании. Принимая решение в пользу того или иного кандидата специалист по рекрутменту отвечает на два вопроса: во-первых, сможет ли данный кандидат выполнять требуемую работу — рекрутер оценивает будущую результативность кандидата и, во-вторых, «вольётся» ли данный кандидат в конкретный коллектив, команду, организацию; будет ли обеим сторонам комфортно работать вместе. Качество рекрутмента измеряют с помощью показателя «удержание кандидатов» (от англ. Candidate retention), который рассчитывается как доля кандидатов, работающих в компании после 1 года с момента найма.
3. Стоимость рекрутмента является третьим ключевым параметром процесса. Стоимость рекрутмента рассчитывается как средние совокупные затраты организации на закрытие одной вакансии. Данные затраты могут включать фонд оплаты труда специалистов рекрутеров в штате, стоимость услуг по размещению объявлений о вакансий на различных ресурсах и\или стоимость услуг рекрутинговых агентств и т. д.

В ситуации ограниченного предложения труда организации в процессе рекрутмента решают задачу по оптимизации при трех взаимосвязанных ограничениях: время, качество, цена. В каждом конкретном случае процесс рекрутмента это суб-оптимальный компромисс: перфекционизм или поиск «идеального кандидата» является частой ошибкой неопытного рекрутера или нанимающего менеджера. Статистическая модель оптимальной остановки из теории поиска показывают, что оптимальным является принятие решения в пользу лучшего из 37 % возможных кандидатов.
Онбординг (англ. onboarding) включает комплекс активностей, направленных на обеспечение нового сотрудника необходимыми знаниями об организации вообще (так называемое «введение в организацию») и о конкретной сфере его/её работы в частности («введение в должность»), которые направлены на сокращение времени непродуктивной работы из-за отсутствия этих специфических знаний и контактов внутри организации. В литературе советского периода использовался термин «адаптация», который относится скорее к группе психофизиологических процессов у нового сотрудника, которыми современная организация все таки не управляет. Современная практика онбординга, безусловно, может способствовать более плавной психофизиологической адаптации нового сотрудника, однако целью управления мероприятиями онбординга является обеспечение необходимой инфраструктуры (знаний, контактов и связей, оборудования и так далее) для быстрого вхождения новичка в работу. Онбординг является завершающей стадией процесса рекрутмента, программы по вводному обучению разрабатываются и координируются как правило специалистами по обучению и развитию персонала.

### Обучение и развитие
Обучение и развитие персонала включает такие направления как обучение (в том числе вводное, профессионально-техническое, обучение общим и деловым навыкам), развитие руководителей (лидерство), развитие карьеры, программы развития высокопотенциальных сотрудников. Целью обучения и развития персонала является устранение пробела между текущим или требуемым сегодня уровнем знаний, умений, навыков персонала организации и будущим, планируемым уровнем знаний, умений и навыков.
Обучение персонала (тренинг), как правило, носит практический, прикладной характер, является краткосрочным и реализуется с минимальным отрывом от работы или на рабочем месте, чем отличается от образования.
В любых организациях работник так или иначе учится в процессе работы, совершенствует свое мастерство самостоятельно или с помощью более опытных коллег. Для того, чтобы направить и ускорить обучение работника в нужном организации направлении в крупных компаниях работают специалисты по обучению и развитию, которые занимаются администрированием процесса обучения — помощь сотрудникам и руководителям в составлении Индивидуальных Планов Развития (ИПР), организация корпоративных тренингов, работа с заявками на внешнее обучение (у сторонних организаций и в учебных центрах), поддержка внутрикорпоративных систем администрирования обучения (англ. Learning management system, LMS), анализ данных об обучении и отчетность.
В организациях с уникальной профессионально-технической или сервисной экспертизой, создаются внутренние учебные центры, в которых опытные сотрудники работают как внутренние тренеры и обучают новых сотрудников этой уникальной экспертизе. Необходимость данных центров для компаний появляется тогда, когда на рынке труда объективное не существует специалистов с нужным уровнем квалификации, поэтому организации взвешивая стратегические варианты «купить — рекрутмент» или «учить-обучение» и принимают решение в пользу «учить». Например, учебные центры для сервисных инженеров по обслуживанию и эксплуатации оборудования той или иной компании, учебные центры авиакомпаний, для подготовки бортпроводников.
Для оценки эффективности тренинга используется модель Дональда Киркпатрика, предложенная в 1959 году, включающая оценку тренинга на 4-х уровнях:
- Реакция — понравился ли участникам тренинг?
- Знания — какие знания и навыки освоили участники тренинга?
- Поведение — изменилось ли поведение участников после тренинга?
- Результат — повлиял ли тренинг на конечный результат: например, качество продукции или обслуживания, затраты, производительность[13].

Модель Киркпатрика является одной из самых «долгоживущих» из используемых в HR-моделей, что объясняется не столько её логической точностью, сколько практической недостижимостью её полного исполнения — организации проводят оценку тренингов по уровням 1 и 2, и практически никогда не проводят оценку по уровням 3 и 4, так как изолировать и оценить необходимые факторы практически невозможно. Затраты на измерение этой эффективности могут кратно превысить сам искомый эффект. Крупные международные компании тратят до 2 % от общих совокупных затрат на персонал на обучение и развитие.

### Вознаграждение
Управление совокупным вознаграждением (total rewards) включает в себя управление всеми денежными (монетарными) и неденежными средствами, услугами, льготами, которые работник получает от организации (работодателя) за свою работу. Термин совокупное вознаграждение вытесняет ранее используемое название «компенсации и льготы» (англ. compensation and benefits, C&B) в силу акцента на участии работника в достижении успеха организации, и как следствие вознаграждение на это участие, этот процесс предлагается рассматривать с позиций игры с ненулевой суммой. В то время как термин компенсация подразумевает игру с нулевой суммой. Разницу в акцентах можно рассмотреть на примере «системы вознаграждения без верхнего лимита — потолка» для специалистов по продажам (uncapped sales plan), где предполагается определённый процент от продаж без ограничений, то есть чем больше продашь, тем больше получишь.
Необходимость управления совокупным вознаграждением обусловлена изменениями на рынке труда: предложение труда, динамика оплаты труда по регионам присутствия компании, сегментам персонала, и спросом на труд со стороны компании. Оперируя на рынке труда, покупая труд, компания преследует цель минимизации своих затрат на труд при одновременном обеспечении (сохранении) своей привлекательности как работодателя. Для этого организации проводят классификацию должностей (так называемая «Архитектура позиций, работ», системы грейдов и бэндов) по общепринятым международным методикам, что обеспечивает возможность сравнения разных работ из разных компаний на глобальном рынке труда. Консалтинговые компании проводят глобальные исследования уровня оплаты труда по различным секторам бизнеса, и продают результаты этих исследований организациям-клиентам. На основе данных этих исследований организации сравнивают уровни вознаграждения по своим должностям с уровнем на конкретном рынке в своем секторе. Отчеты содержат медианное значение монетарного вознаграждения по каждой группе должностей и диапазоны 80 % (ниже рынка) и 120 % процентилей (выше рынка) с разбивкой на компоненты: постоянная часть пакета вознаграждения — годовой оклад (annual base salary, ABS) и совокупное денежное вознаграждение (total target cash, TTC), включающее и годовой оклад (ABS), и переменную часть — премии, денежные бонусы.
Для установления уровня оплаты труда конкретного сотрудника, специалист по вознаграждению сопоставляет уровень квалификации конкретного сотрудника для данной должности с рыночным уровнем оплаты для данной должности, и в соответствие с общей концепцией компании в отношении оплаты труда (например, «мы платим ниже рынка, в рынке, или мы платим выше рынка») рекомендует уровень годового оклада. Различные немонетарные и прочие составляющие вознаграждения (англ. Benefits and kinds, perks), как правило, сильно варьируются от организации к организации, и исследуются отдельно, более узко. Отдельными направлениями являются системы участия в прибыли, планы вознаграждения специалистов по продажам (англ. sales compensation) и вознаграждение топ-менеджеров (англ. ExecComp — executive compensation).
Процесс управления результативностью (англ. Performance Management) в современных международных организациях как правило координируется либо направлением «Вознаграждение», либо направлением «Обучение и развитие персонала», иногда совместно с функцией финансов.

## Профессиональные ассоциации специалистов по управлению персоналом
Несмотря на свою более чем столетнюю историю управление персоналом как вид профессиональной деятельности пока не имеет фундаментальных или институционализированных стандартов, науки принятия решений в сфере человеческого капитала, талантов.
Можно встретить компании, которые используют те или иные HR-практики, например, принудительное распределение рейтингов оценки результативности в диапазоне 10-70-20, только потому, что, например, так делают в General Electric. Однако, маркетологи или финансисты этой же самой компании не станут вслепую использовать приемы General Electric в маркетинговой стратегии или подходе к управлению долгом, следуя модному подходу.
Несмотря на отсутствие единой науки принятия решений в сфере человеческого капитала, в мире существуют несколько международных профессиональных ассоциаций специалистов по управлению персоналом, которые обеспечивают обмен опытом и развитие профессиональных практик, членство в этих ассоциациях может способствовать трудоустройству специалиста, особенно в случае, если будущий нанимающий руководитель является членом этой же ассоциации.
Наиболее крупными являются SHRM (Общество по управлению человеческими ресурсами, США) и CIPD (The Chartered Institute of Personnel and Development — Институт сертификации в сфере персонала и развития, Великобритания).

## Образование
Одни из первых программ и курсов по управлению персоналом (personnel and industrial relationships, employment management) появились в Американских университетах Dartmoth, University of Pennsylvania, Bryn Mawr в 1900—1910 годы. В 1920 году курсы и программы по управлению персоналом преподавались на экономических факультетах и в школах бизнеса университетов Чикаго, Коламбия, Гарвард и Висконсин. В 1926 году Джон Рокфеллер-младший выделил средства, на которые была основана первая крупная некоммерческая исследовательская и консалтинговая HRM организация — Industrial Relations Counselors Inc. Первый академический учебник по управлению персоналом издан в 1920 г. «Администрирование Персонала» Тэд, Меткалф (англ. Personnel Administration by Tead and Metcalf). В 1922 году на пожертвования Рокфеллера-младшего основана первая секция «Управления персоналом» (Industrial Relations Section) в Принстонском Университете (Princeton University).
С конца XX века программы по HRM предлагают практически все экономические факультеты университетов мира. Многие ведущие университеты предлагают свои программы на платформах массовых онлайн-курсов.

## Информационные системы HRM
С развитием вычислительной техники важную роль приобрела автоматизация в сфере HR. Крупные
корпорации внедряют комплексные системы аналитики, и даже небольшие компании внедряют системы управления персоналом. Существует мнение, что для кадровой службы внедрение АСУ становится ключевым моментом в разработке новых процессов, которые обеспечат принципиально новый опыт на протяжении всего жизненного цикла работника.
HCM (Human Capital Management), HRM (HR Management) — прикладные программные системы для автоматизации управления персоналом. Примеры функциональных модулей в HRM-системах:
- Планирование численности персонала (Workforce Planning);
- Управление рабочим временем и отсутствиями (Time and Attendance);
- Расчет вознаграждения (Payroll Calculation);
- Онбординг (Onboarding);
- Завершение трудовых отношений (Offboarding);
- Рекрутмент (Recruitment);
- Управление талантами (Talent Management);
- Планирование обучения и развития (LMS — Learning Management System, Individual Development Plan);
- Управление контентом для обучения (LCMS — Learning Content Management System);
- Управление результативностью (Performance Management);
- Аналитика и отчетность (Reporting and HR analytics).